# Harry S. New

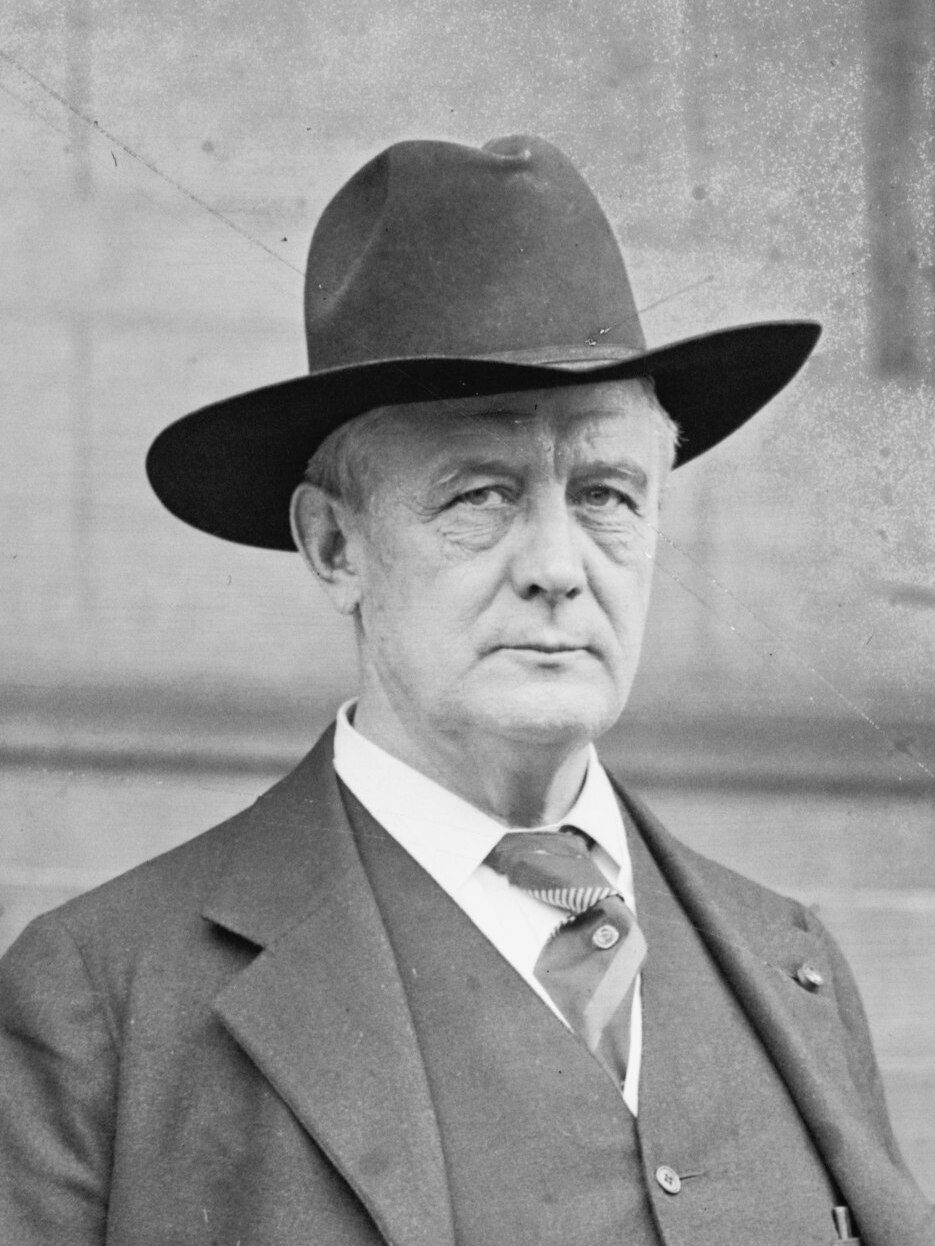
Harry S. New

Harry Stewart New (* 31. Dezember 1858 in Indianapolis, Indiana; † 9. Mai 1937 in Baltimore, Maryland) war ein US-amerikanischer Politiker der Republikanischen Partei, der als Postminister unter den US-Präsidenten Warren G. Harding und Calvin Coolidge amtierte.
New besuchte zunächst die Butler University in seiner Heimatstadt, betätigte sich aber in der Folge als Journalist beim Indianapolis Journal. In den Jahren 1878 bis 1903 war er zunächst Reporter dieser Zeitung, später wurde er Chefredakteur, Teilhaber und schließlich Herausgeber. Er diente als Soldat im Spanisch-Amerikanischen Krieg im Rang eines Captain und war stellvertretender Befehlshaber des 7. Armeekorps.
Sein erstes politisches Amt übernahm New 1896 als Mitglied des Senats von Indiana, dem er bis 1900 angehörte. In diesem Jahr wurde er Mitglied des Republican National Committee, was er bis 1912 blieb; von 1907 bis 1908 fungierte er als dessen Vorsitzender. Danach konzentrierte er sich zunächst auf seine beruflichen Interessen im Baugewerbe.
In die Politik kehrte New 1916 zurück, als er für Indiana in den US-Senat gewählt wurde. Dabei bezwang er den demokratischen Amtsinhaber John W. Kern. Im Senat stand er dem Ausschuss für die US-Territorien vor. Zudem war er ein Gegner der Prohibition, ein sogenannter wet. 1922 wurde er von seiner Partei nicht wieder aufgestellt; der an seiner Stelle nominierte Albert J. Beveridge unterlag bei der Wahl dann dem Demokraten Samuel Ralston. New blieb aber in Washington: Präsident Harding berief ihn 1923 als Postmaster General in sein Kabinett. Nach Hardings Tod übte er dieses Amt auch unter dessen Nachfolger Coolidge aus.
Nachdem Calvin Coolidge 1929 das Präsidentenamt abgegeben hatte, zog sich Harry Stewart New aus der Politik zurück und setzte sich in Washington zur Ruhe. 1933 wurde er noch einmal zum staatlichen Beauftragten für die Weltausstellung in Chicago berufen.